# John Karayiannis
John Karayiannis (griech.: Γιάννης Καραγιάννης / Giannis Karagiannis; * 25. Juli 1994 in Limassol) ist ein zypriotischer Sänger und Songwriter. Er vertrat Zypern beim Eurovision Song Contest 2015 in Wien, Österreich.

## Leben
Bereits im Alter von sechs Jahren interessierte er sich für Musik, zwei Jahre später begann Karayiannis mit Gesangsunterricht. Er gewann zudem mehrere lokale Musikwettbewerbe auf Zypern.
Am 1. Februar 2015 gewann er vor fünf Konkurrenten nach diversen Vorrunden und Halbfinals den zyprischen Vorentscheid zum ESC 2015 namens Eurovision Song Project mit seinem Lied One Thing I Should Have Done (dt.: Eine Sache, die ich hätte tun sollen). Der Titel wurde von ihm selbst und Mike Connaris komponiert. Connaris war bereits für den zyprischen Beitrag von 2004 verantwortlich, der damals den fünften Platz erreichen konnte. Er erreichte das Finale des Contests 2015, bei dem er schließlich Platz 22 belegte.

## Diskografie

### Singles
- 2015: One Thing I Should Have Done
- 2015: Diggiloo Diggiley